# Bitwa pod Himerą (408 p.n.e.)
Bitwa pod Himerą – starcie zbrojne, które miało miejsce w roku 408 p.n.e. w trakcie wojny Syrakuz z Kartaginą. 
Po zdobyciu Selinuntu kolejnym celem Hannibala stała się Himera. Władca kartagiński chcąc zdobyć miasto, zamierzał pomścić klęskę swojego dziadka Hamilkara pod miastem w roku 480 p.n.e. Siły Kartagińczyków zostały wzmocnione liczbą 20 000 Sykanów i Sykulów, którzy uzupełnili straty poniesione pod Selinuntem. 
Po nadejściu pod miasto cała armia z wyjątkiem 40 000 żołnierzy pozostawionych w obozie przypuściła zakończony niepowodzeniem szturm na Himerę, wykorzystując tarany. Dopiero po wykonaniu podkopu i podpaleniu drewnianych konstrukcji wewnątrz ,część murów runęła. Atak Kartagińczyków na powstały wyłom, został i tym razem odparty a mury odbudowane przez obrońców. Dodatkowo obrońców wsparły 4000 Syrakuzan i wojowników z Akragas. Dowodzący Syrakuzanami Diokles zdecydował się na wypad z miasta. Atak przypuściło 10 000 hoplitów, którzy uderzyli na wojska Hannibala. Kartagińczycy wpadli w panikę, wycofując się do obozu. Straty Kartagińczyków były olbrzymie i miały wynieść od 7000 do 20 000 ludzi. Obserwujący walkę ze wzgórz Hannibal wprowadził wówczas do walki nowe oddziały, które rzucił do kontrataku. Ten okazał się sukcesem a Syrakuzanie tracąc 3000 ludzi wycofali się z powrotem do miasta. 
Po utracie nadziei na rychłą pomoc ze strony Syrakuz, Diokles podjął decyzję o ewakuacji miasta. Po wycofaniu się do Messany sił Dioklesa oraz kobiet i dzieci, Hannibal ponownie rzucił swoje siły do szturmu. Atak zakończył się sukcesem a Kartagińczycy wdarli się do miasta dokonując rzezi obrońców. Miasto splądrowano a cywilów sprzedano w niewolę. 3000 obrońców po poddaniu torturom stracono w pomście za klęskę Hamilkara w r. 480 p.n.e. Na koniec miasto zrównano z ziemią a Hannibal odpłynął ze swoim wojskiem do Kartaginy. 